# Mailfence
Mailfence är en krypterad e-posttjänst som erbjuder OpenPGP-baserad end-to-end-kryptering och digitala signaturer. Den lanserades i november 2013 av ContactOffice Group, som har drivit en online samarbetssvit för universitet och andra organisationer sedan 1999. 

## Historia
I mitten av 2013 startades Mailfence-projektet av grundarna av ContactOffice. I mars 2016 släppte företaget den offentliga BETA-versionen av deras end-to-end-kryptering och digitala signaturer för e-post.

## Funktioner
Mailfence tillhandahåller säkra e-postfunktioner med andra funktioner som kalender, kontakter, dokument och samarbete. Kryptering och tvåfaktorautentisering finns i den fria versionen av produkten. De flesta andra funktioner är endast tillgängliga med betalda abonnemang som börjar på 2,50 € per månad.

### E-post
Tjänsten stöder POP/IMAP och Exchange ActiveSync samt fåfängdomäner med SPF, DKIM, DMARC och stöd för alla adressadresser. Användare kan skicka både vanlig e-post och rich text, organisera meddelanden i mappar och/eller kategorisera dem med taggar, ange standardmeddelandesignaturer, skapa alias och använda plus adressering för att tillämpa filter på inkommande meddelanden.

### Kontakter
Kontakterna stöder (CSV, vCard, LDIF) import, (vCard, PDF) export och kan nås med CardDAV. Användare ordnar dem med taggar och kan också skapa kontaktlistor.

### Kalender
Kalendern stöder import, export och export av vCal/iCal och kan nås med CalDAV. Användare kan dela sina kalendrar med gruppmedlemmar och kan också skapa omröstningar.

### Dokument
Dokumenten kan nås med WebDAV eller redigeras online. Användare kan dra och släppa filer i mappar och kategorisera dem med taggar. 

### Grupper
Grupper tillåter användare att dela brevlådor, dokument, kontakter, kalendrar och utföra direktchatt med gruppmedlemmar på ett säkert sätt. En gruppadministratör hanterar åtkomsträttigheterna för gruppmedlemmar och kan också ange en annan gruppmedlem som samadministratör eller gruppens huvudadministratör.  

### Webbaserade klienter
Webbgränssnittet levereras med en inbäddad IMAP-, POP3-, CalDAV- och WebDAV-klient. Användare kan lägga till externa konton och hantera dem centralt i webbgränssnittet.  

### Användarhantering
Kontoägare kan skapa och hantera användare med administratörskonsolen. 

## Serverplats
Eftersom deras servrar finns i Belgien ligger de lagligen utanför USA: s jurisdiktion. Mailfence utsätts därför inte för amerikanska gagorder och NSL, trots utlämningsavtal med USA. Enligt belgisk lag måste alla nationella och internationella övervakningsbegäranden gå igenom en belgisk domstol.

## Säkerhet och integritet
Bortsett från konventionella säkerhets- och sekretessfunktioner inklusive TFA, skräppostskydd, avsändaradress svartlistning och vitlistning, erbjuder Mailfence följande funktioner:

### End-to-end-kryptering
Tjänsten använder en öppen källkod implementering av OpenPGP (RFC 4880). Privata nycklar genereras i klientens webbläsare, krypteras (via AES256) med användarens lösenfras och lagras sedan på servern. Servern ser aldrig användarens lösenfras. Tjänsten stöder också end-to-end-kryptering med lösenord med möjlighet till meddelandets utgång.

### Digitala signaturer
Tjänsten ger valet mellan "signering" eller "signering och kryptering" av ett e-postmeddelande med eller utan bilagor.

### Integrerad Keystore
Tjänsten tillhandahåller en integrerad Keystore för att hantera PGP-nycklar, och kräver inget tillägg / plugin från tredje part. OpenPGP-tangentbord kan genereras, importeras eller exporteras. Offentliga nycklar för andra användare kan importeras via fil eller in-line text eller kan laddas ner direkt från offentliga nyckelservrar.

### Full OpenPGP-interoperabilitet
Användare kan kommunicera med vilken som helst OpenPGP-kompatibel tjänsteleverantör. 

## Warrant Canary och öppenhetsrapport
Tjänsten upprätthåller en uppdaterad öppenhetsrapport och Warrant Canary.  